# John Moore
John Moore (* 1959) je americký inženýr a autor fantasy a vědeckofantastických knih a povídek. Žije a pracuje v Houstonu v Texasu.

## Dílo

### Úsměvná fantasy
En Slay and Rescue (1993)
 ISBN 0-671-72152-6
Cz Zabij a zachraň (2001)
 ISBN 80-85911-86-8
Vyprávění o korunním princi Neodolatelném, profesionálním hrdinovi, pro nějž je zabíjení a zachraňování práce na plný úvazek. A jeho odměna je mnohdy zanedbatelná.
En The Unhandsome Prince (2005) 
 ISBN 0-441-01287-6
Cz Nepohledný princ (2004) 
 ISBN 80-7332-039-8
En Heroics For Beginners (2004) 
 ISBN 0-441-01193-4
Cz Hrdinství pro začátečníky (2004) 
 ISBN 80-7332-050-9
Příhody prince Kevina v království Deserae, aneb jak se stát hrdinou. No jak jinak než s pomocí výtisku Příručky pro hrdiny.
En Bad Prince Charlie (2006) 
 ISBN 0-441-01396-1
Cz Zlý princ Charlie (2006)
 ISBN 80-7332-088-6
Princ Charlie dostal zodpovědný úkol: vládnout v království Damask co nejhůře…
En A Fate Worse Than Dragons (May, 2007) 
 ISBN 0-441-01495-X
Cz Osud horší než draci 
 (Čeká vydání – vydavatelství Polaris, ke konci roku 2007)
Díla do češtiny překládá Petr Caha a v ní vydává, nakladatelství Polaris.

### Krátké příběhy
- "Sight Unseen" (1986) 
[as by John F. Moore]
- "Bad Chance" (1986) 
[as by John F. Moore]
- "Trackdown" (1987) 
[as by John F. Moore]
- "Freeze Frame" (1988)
- "The Worgs" (1990) 
[as by John F. Moore]
- "Hell on Earth" (1991)
- "Sacrificial Lamb" (1992)
- "A Job for a Professional" (1993)
- "Excerpts from the Diary of Samuel Pepys" (1995)

### NeFikce
- "Wastelandian Symbolism in Rory Harper's Petrogypsies" (1989)
- "Shifting Frontiers: Mapping Cyberpunk and the American South" (1996)
- "Future Primitive: The New Ecotopias by Kim Stanley Robinson" [review] (1996)
- "Miracle Stalker: Personal and Social Transformation in Arkady and Boris Strugatsky's Roadside Picnic" (1997)